# Tony Longhurst
Tony Longhurst, född 1957 i Sydney, Australien, är en australisk före detta racerförare.

## Racingkarriär
Longhurst tävlade i ATCC och V8 Supercar under sin långa karriär. Han vann Bathurst 1000 1998 och 2001, vilket var hans finaste meriter i karriären. Han är en av bara tre förare som har vunnit Bathurst för både Ford och Holden, vilket fram till och med 2008 bara Longhurst, Craig Lowndes och Steven Richards har gjort. Longhurst avslutade sin aktiva karriär efter Bathurst-tävlingen 2005, och blev som bäst trea totalt i serien (1992).